# Cambodge aux Jeux olympiques d'été de 2008
Le Cambodge a participé aux Jeux olympiques d'été de 2008 à Pékin. Il n'a remporté aucune médaille.

## Athlètes engagés
Quatre sportifs composaient la délégation Cambodgienne aux Jeux de Pékin en 2008 () :

### Athlétisme
| Athlète      | Épreuve           | Critère de qualification                      | Série          | Rang dans la série | Performance     | Performance dernier qualifié | Classement performance / Nombre de participants |
| ------------ | ----------------- | --------------------------------------------- | -------------- | ------------------ | --------------- | ---------------------------- | ----------------------------------------------- |
| Sou Titlinda | 100 mètres femmes | 3 premiers des 10 séries + 10 meilleurs temps | 4e             | 7e/8               | 12 s 98         | 11 s 65                      | 70e / 84                                        |
| Hem Bunting  | Marathon hommes   | non applicable                                | non applicable | non applicable     | 2 h 33 min 32 s | non applicable               | 73e / 76                                        |

### Natation
| Nageur           | Épreuve                     | Critère de qualification | Série | Rang dans la série | Temps   | Temps dernier qualifié | Classement temps / Nombre de participants |
| ---------------- | --------------------------- | ------------------------ | ----- | ------------------ | ------- | ---------------------- | ----------------------------------------- |
| Hem Thon Ponloeu | 50 mètres nage libre hommes | 16 meilleurs temps       | 4e    | 5e/8               | 27 s 39 | 22 s 17                | 79e / 89                                  |
| Hem Thon Vitiny  | 50 mètres nage libre femmes | 16 meilleurs temps       | 3e    | 7e/8               | 31 s 41 | 25 s 07                | 63e / 76                                  |